# ريكاردو غونزاليس (لاعب كرة سلة)
ريكاردو غونزاليس (بالإسبانية: Ricardo González Tezanos)‏ (و. 1975  م) هو لاعب كرة سلة إسباني، ولد في توريلافيجا، شارك في ألعاب البحر الأبيض المتوسط 2001، مركز لعبه هو لاعب هجوم قوي الجسم.

## روابط خارجية
- ريكاردو غونزاليس على موقع الدوري الإسباني لكرة السلة (الإسبانية)
- ريكاردو غونزاليس على موقع كرة السلة الأوروبية.كوم (الإنجليزية)
- ريكاردو غونزاليس على موقع ريلجم (الإنجليزية)
- ريكاردو غونزاليس على موقع بروبوليرز (الإنجليزية)
- ريكاردو غونزاليس على موقع سبورتس رفرنس (الإنجليزية)